# Нормальная форма Пуанкаре — Дюлака
В теории динамических систем, нормальная форма Пуанкаре — Дюлака — нормальная форма векторного поля или обыкновенного дифференциального уравнения в окрестности своей особой точки.

## Формулировка

### Резонансы
По определению, резонансом для набора {\displaystyle (\lambda _{1},\;\ldots ,\;\lambda _{n})\in \mathbb {C} ^{n}} называется равенство
| {\displaystyle \lambda _{j}=\langle \lambda ,\;k\rangle ,} | ((*)) |

где {\displaystyle k\in \mathbb {Z} ^{n},\;k_{1},\;\ldots ,\;k_{n}\geqslant 0,\;k_{1}+\ldots +k_{n}\geqslant 2}.
Резонансным мономом векторного поля, линейная часть которого приведена к жордановой нормальной форме с собственными значениями {\displaystyle \lambda _{1},\;\ldots ,\;\lambda _{n}}, называется моном
| {\displaystyle z^{k}\partial /\partial z_{j},} |

где {\displaystyle z^{k}=z_{1}^{k_{1}}\ldots z_{n}^{k_{n}}} и для {\displaystyle \lambda } и {\displaystyle k} выполнено (*).

### Теорема Пуанкаре — Дюлака
Указанный в теореме вид называется резонансной формальной нормальной формой Пуанкаре — Дюлака.

## Связанные понятия

### Области Пуанкаре и Зигеля
Говорят, что вектор {\displaystyle \lambda \in \mathbb {C} ^{n}} принадлежит области Пуанкаре, если ноль не лежит в выпуклой оболочке точек {\displaystyle \lambda _{1},\;\ldots ,\;\lambda _{n}\in \mathbb {C} \sim \mathbb {R} ^{2}}. В противном случае говорят, что он принадлежит области Зигеля. Наконец, в случае, если ноль принадлежит выпуклой оболочке вместе с некоторой своей окрестностью, говорят, что вектор {\displaystyle \lambda } принадлежит строгой области Зигеля.
В случае вектора собственных значений, принадлежащего области Пуанкаре, резонансная нормальная форма Пуанкаре — Дюлака на самом деле полиномиальна. В случае таких собственных значений, можно утверждать, что векторное поле аналитически эквивалентно своей резонансной формальной нормальной форме.

### Теорема Левелля
Теорема Левелля, описывающая резонансную нормальную форму фуксовой особой точки
| {\displaystyle {\dot {z}}={\frac {A(t)}{t}}z} |

может рассматриваться как линейный по {\displaystyle z} вариант нормальной формы Пуанкаре — Дюлака для расширенной системы
| {\displaystyle \left\{{\begin{array}{l}{\dot {z}}=A(t)z,\\{\dot {t}}=t.\end{array}}\right.} |